# あわら市

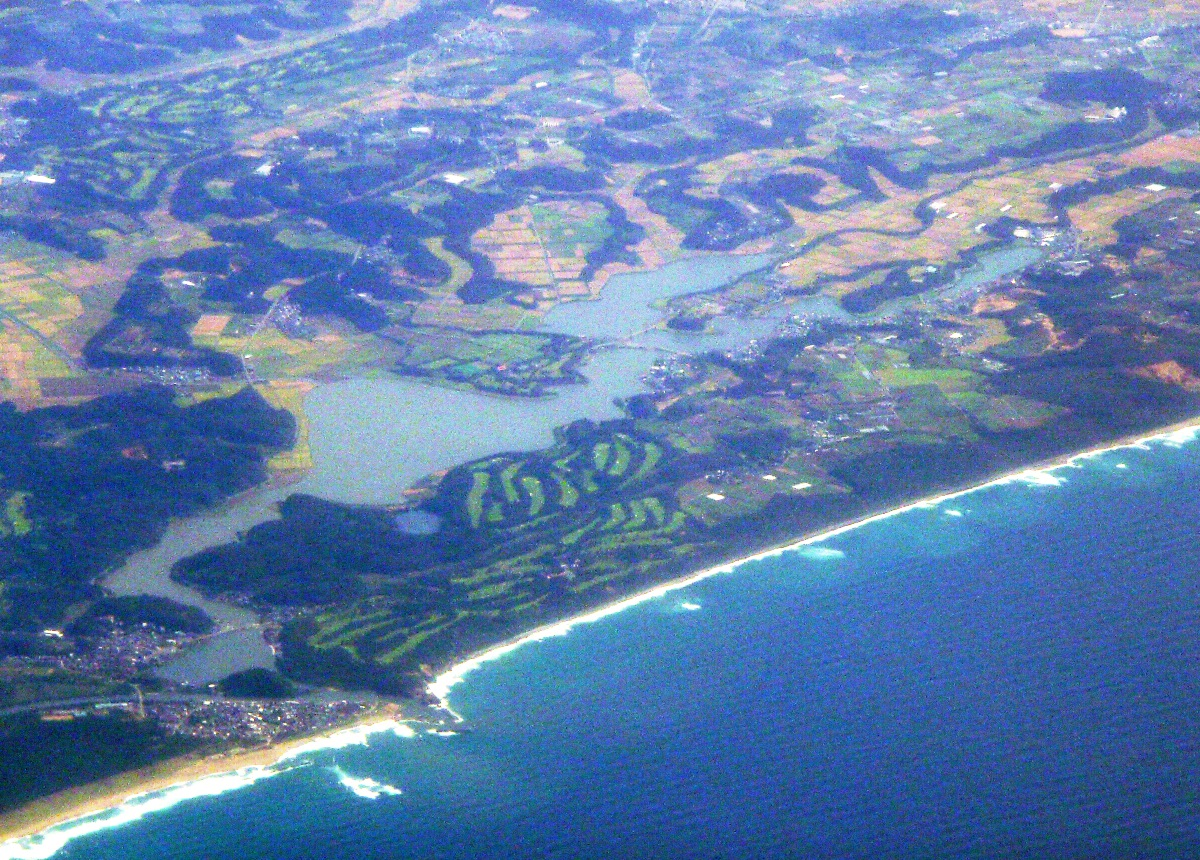
北側より北潟湖空撮

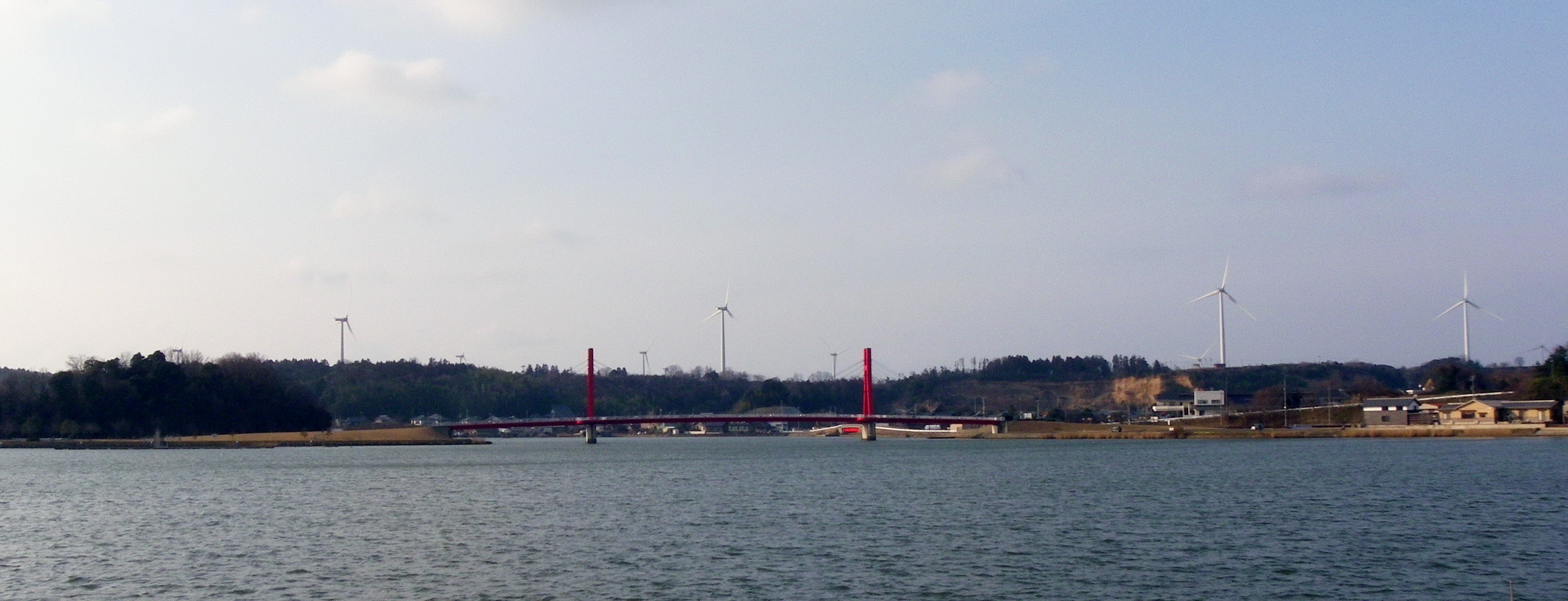
あわら北潟風力発電所

あわら市（あわらし）は、福井県の北端に位置し、福井平野から加越台地にかけて広がる市。

## 概要
室町時代以前から古代北陸道において越前の北の玄関であり竹田川を利用した船運の川港として発展してきた宿場町をルーツに持つ金津地区、明治時代に芦原温泉が涌出したことで温泉街として大きく発展した芦原地区の２つを中心市街とした福井県最北の市。
毎年春に行われる真宗大谷派の伝統行事である蓮如上人御影道中の目的地である吉崎東別院の所在地。

## 地理

### 位置
大まかには、小高い加越台地の北部と福井平野の南部、刈安山を擁する山岳地の東部に分けることができる。

### 地形

#### 山岳
主な山
- 刈安山
- 剱ヶ岳

#### 河川
主な川
- 竹田川
- 観音川

#### 湖沼
- 北潟湖

#### 土地
平野
- 福井平野

台地
- 加越台地

### 気候
日本海側気候である。また、豪雪地帯に指定されている。

### 人口
| |                                          |  |
| あわら市と全国の年齢別人口分布（2005年） | あわら市の年齢・男女別人口分布（2005年） |  |
| ■紫色 ― あわら市 ■緑色 ― 日本全国 | ■青色 ― 男性 ■赤色 ― 女性                |  |
| あわら市（に相当する地域）の人口の推移 \| 1970年（昭和45年） \| 29,436人 \| \| \| 1975年（昭和50年） \| 30,238人 \| \| \| 1980年（昭和55年） \| 30,975人 \| \| \| 1985年（昭和60年） \| 31,830人 \| \| \| 1990年（平成2年） \| 31,743人 \| \| \| 1995年（平成7年） \| 32,432人 \| \| \| 2000年（平成12年） \| 32,178人 \| \| \| 2005年（平成17年） \| 31,081人 \| \| \| 2010年（平成22年） \| 29,989人 \| \| \| 2015年（平成27年） \| 28,729人 \| \| \| 2020年（令和2年） \| 27,524人 \| \| |                                          |  |
| 総務省統計局 国勢調査より |                                          |  |
| 1970年（昭和45年） | 29,436人                                 |  |
| 1975年（昭和50年） | 30,238人                                 |  |
| 1980年（昭和55年） | 30,975人                                 |  |
| 1985年（昭和60年） | 31,830人                                 |  |
| 1990年（平成2年） | 31,743人                                 |  |
| 1995年（平成7年） | 32,432人                                 |  |
| 2000年（平成12年） | 32,178人                                 |  |
| 2005年（平成17年） | 31,081人                                 |  |
| 2010年（平成22年） | 29,989人                                 |  |
| 2015年（平成27年） | 28,729人                                 |  |
| 2020年（令和2年） | 27,524人                                 |  |

#### 健康
- 平均年齢 50.9歳（2020年国勢調査）

### 隣接自治体
福井県
- 坂井市

石川県
- 加賀市

## 歴史

### 近代
明治時代
- 1884年（明治17年）6月 - 芦原温泉（あわらおんせん）が開湯。
- 1889年（明治22年）4月1日 - 町村制の施行により、坂井郡北金津町、南金津村及び新町の区域をもって、坂井郡金津町が発足する。
- 1897年（明治30年）- 北陸本線の森田 - 小松間が開業。金津駅が開設される。
- 1912年（明治45年）5月 - 芦原に電灯がつく。

大正時代
- 1919年（大正8年）- 松平試農場が福井城内から細呂木村（現・あわら市山室）に移転。

### 近現代
昭和時代
- 1928年（昭和3年）12月 - 三国芦原電鉄の福井口 - 芦原（現・あわら湯のまち駅）間が開業。
- 1935年（昭和10年）2月 - 坂井郡芦原村が町制施行して、坂井郡芦原町となる。
- 1954年（昭和29年）10月 - 坂井郡金津町、伊井村、坪江村、細呂木村及び吉崎村が合併して、改めて坂井郡金津町が発足する。
- 1955年（昭和30年）2月 - 坂井郡金津町が同郡剣岳村を編入する。これにより、金津町は概ねあわら市合併前の町域となる。
- 1955年（昭和30年）3月 - 坂井郡芦原町、本荘村及び北潟村が合併して、改めて坂井郡芦原町が発足する。これにより、芦原町は概ねあわら市合併前の区域となる。
- 1956年（昭和31年）
  - 松平試農場を坂井農業高校に承継する。
  - 4月23日 - 芦原駅前から出火、温泉街へ延焼して旅館20軒を含む441戸を全焼。さらに約500m離れた舟津地区へ飛び火して60戸が全焼[1]。
- 1963年（昭和38年）4月 - 北陸本線福井 - 金沢間が複線電化して開業する。
- 1972年（昭和47年）3月 
  - 国鉄三国線廃止。
  - 北陸本線金津駅を芦原温泉駅に名称を変更する。
  - 京福電気鉄道芦原駅を芦原湯町駅に名称を変更する。
- 1984年（昭和59年）9月 - 北陸自動車道金津インター開設。

### 現代
平成時代
- 2003年（平成15年）7月20日 - 京福電気鉄道芦原湯町をあわら湯のまち駅に名称を変更する。
- 2004年（平成16年）3月1日 - 坂井郡芦原町及び金津町が合併して、あわら市が発足する。市役所は旧金津町役場に設置。

令和
- 2024年（令和6年）3月16日 - 北陸新幹線が金沢から敦賀間が延伸し、芦原温泉駅も停車駅となる[2]。

### 市域の変遷
| 明治以前     | 明治初年 - 明治22年      | 明治22年 4月1日 町村制施行 | 明治22年 - 昭和20年         | 昭和21年 - 昭和30年          | 昭和21年 - 昭和30年          | 昭和31年 - 昭和64年 | 平成元年 - 現在         | 現在     |
| ------------ | ------------------------ | -------------------------- | --------------------------- | ---------------------------- | ---------------------------- | ------------------- | ----------------------- | -------- |
| 二面村       | 二面村                   | 芦原村                     | 昭和10年2月11日 町制 芦原町 | 昭和30年3月31日 芦原町       | 芦原町                       | 芦原町              | 平成16年3月1日 あわら市 | あわら市 |
| 舟津村       | 舟津村                   | 芦原村                     | 昭和10年2月11日 町制 芦原町 | 昭和30年3月31日 芦原町       | 芦原町                       | 芦原町              | 平成16年3月1日 あわら市 | あわら市 |
| 布目村       | 布目村                   | 芦原村                     | 昭和10年2月11日 町制 芦原町 | 昭和30年3月31日 芦原町       | 芦原町                       | 芦原町              | 平成16年3月1日 あわら市 | あわら市 |
| 十楽村       | 十楽村                   | 芦原村                     | 昭和10年2月11日 町制 芦原町 | 昭和30年3月31日 芦原町       | 芦原町                       | 芦原町              | 平成16年3月1日 あわら市 | あわら市 |
| 田中中村     | 田中中村                 | 芦原村                     | 昭和10年2月11日 町制 芦原町 | 昭和30年3月31日 芦原町       | 芦原町                       | 芦原町              | 平成16年3月1日 あわら市 | あわら市 |
| 番田村       | 番田村                   | 芦原村                     | 昭和10年2月11日 町制 芦原町 | 昭和30年3月31日 芦原町       | 芦原町                       | 芦原町              | 平成16年3月1日 あわら市 | あわら市 |
| 重義村       | 重義村                   | 芦原村                     | 昭和10年2月11日 町制 芦原町 | 昭和30年3月31日 芦原町       | 芦原町                       | 芦原町              | 平成16年3月1日 あわら市 | あわら市 |
| 国影村       | 国影村                   | 芦原村                     | 昭和10年2月11日 町制 芦原町 | 昭和30年3月31日 芦原町       | 芦原町                       | 芦原町              | 平成16年3月1日 あわら市 | あわら市 |
| 井江葭村     | 井江葭村                 | 芦原村                     | 昭和10年2月11日 町制 芦原町 | 昭和30年3月31日 芦原町       | 芦原町                       | 芦原町              | 平成16年3月1日 あわら市 | あわら市 |
| 横垣村       | 横垣村                   | 芦原村                     | 昭和10年2月11日 町制 芦原町 | 昭和30年3月31日 芦原町       | 芦原町                       | 芦原町              | 平成16年3月1日 あわら市 | あわら市 |
| 牛山村       | 牛山村                   | 芦原村                     | 昭和10年2月11日 町制 芦原町 | 昭和30年3月31日 芦原町       | 芦原町                       | 芦原町              | 平成16年3月1日 あわら市 | あわら市 |
| 城新田村     | 城新田村                 | 吉崎村                     | 明治30年2月1日 改称 北潟村  | 昭和30年3月31日 芦原町       | 芦原町                       | 芦原町              | 平成16年3月1日 あわら市 | あわら市 |
| 城村         | 城村                     | 吉崎村                     | 明治30年2月1日 改称 北潟村  | 昭和30年3月31日 芦原町       | 芦原町                       | 芦原町              | 平成16年3月1日 あわら市 | あわら市 |
| 波松浦       | 波松浦                   | 吉崎村                     | 明治30年2月1日 改称 北潟村  | 昭和30年3月31日 芦原町       | 芦原町                       | 芦原町              | 平成16年3月1日 あわら市 | あわら市 |
| 番堂野村     | 番堂野村                 | 吉崎村                     | 明治30年2月1日 改称 北潟村  | 昭和30年3月31日 芦原町       | 芦原町                       | 芦原町              | 平成16年3月1日 あわら市 | あわら市 |
| 赤尾村       | 赤尾村                   | 吉崎村                     | 明治30年2月1日 改称 北潟村  | 昭和30年3月31日 芦原町       | 芦原町                       | 芦原町              | 平成16年3月1日 あわら市 | あわら市 |
| 北潟浦       | 北潟浦                   | 吉崎村                     | 明治30年2月1日 改称 北潟村  | 昭和30年3月31日 芦原町       | 芦原町                       | 芦原町              | 平成16年3月1日 あわら市 | あわら市 |
| 浜坂浦       | 浜坂浦                   | 吉崎村                     | 明治30年2月1日 改称 北潟村  | 昭和30年3月31日 芦原町       | 芦原町                       | 芦原町              | 平成16年3月1日 あわら市 | あわら市 |
| 東善寺村     | 東善寺村                 | 本荘村 の一部              | 本荘村の一部                | 昭和30年3月31日 芦原町       | 芦原町                       | 芦原町              | 平成16年3月1日 あわら市 | あわら市 |
| 谷畠村       | 谷畠村                   | 本荘村 の一部              | 本荘村の一部                | 昭和30年3月31日 芦原町       | 芦原町                       | 芦原町              | 平成16年3月1日 あわら市 | あわら市 |
| 轟木村       | 轟木村                   | 本荘村 の一部              | 本荘村の一部                | 昭和30年3月31日 芦原町       | 芦原町                       | 芦原町              | 平成16年3月1日 あわら市 | あわら市 |
| 上番村       | 上番村                   | 本荘村 の一部              | 本荘村の一部                | 昭和30年3月31日 芦原町       | 芦原町                       | 芦原町              | 平成16年3月1日 あわら市 | あわら市 |
| 中番村       | 中番村                   | 本荘村 の一部              | 本荘村の一部                | 昭和30年3月31日 芦原町       | 芦原町                       | 芦原町              | 平成16年3月1日 あわら市 | あわら市 |
| 下番村       | 下番村                   | 本荘村 の一部              | 本荘村の一部                | 昭和30年3月31日 芦原町       | 芦原町                       | 芦原町              | 平成16年3月1日 あわら市 | あわら市 |
| 玉木村       | 玉木村                   | 本荘村 の一部              | 本荘村の一部                | 昭和30年3月31日 芦原町       | 芦原町                       | 芦原町              | 平成16年3月1日 あわら市 | あわら市 |
| 河間村       | 河間村                   | 本荘村 の一部              | 本荘村の一部                | 昭和30年3月31日 芦原町       | 芦原町                       | 芦原町              | 平成16年3月1日 あわら市 | あわら市 |
| 中浜村       | 中浜村                   | 本荘村 の一部              | 本荘村の一部                | 昭和30年3月31日 芦原町       | 芦原町                       | 芦原町              | 平成16年3月1日 あわら市 | あわら市 |
| 角屋村       | 角屋村                   | 本荘村 の一部              | 本荘村の一部                | 昭和30年3月31日 芦原町       | 芦原町                       | 芦原町              | 平成16年3月1日 あわら市 | あわら市 |
| 本堂村       | 明治17年 改称 北本堂村   | 本荘村 の一部              | 本荘村の一部                | 昭和30年3月31日 芦原町       | 芦原町                       | 芦原町              | 平成16年3月1日 あわら市 | あわら市 |
| 公文村       | 公文村                   | 本荘村 の一部              | 本荘村の一部                | 昭和30年3月31日 芦原町       | 芦原町                       | 芦原町              | 平成16年3月1日 あわら市 | あわら市 |
| 宮前村       | 宮前村                   | 本荘村 の一部              | 本荘村の一部                | 昭和30年3月31日 芦原町       | 芦原町                       | 芦原町              | 平成16年3月1日 あわら市 | あわら市 |
| 新用村       | 新用村                   | 本荘村 の一部              | 本荘村の一部                | 昭和30年3月31日 芦原町       | 昭和30年7月15日 金津町に編入 | 金津町              | 平成16年3月1日 あわら市 | あわら市 |
| 馬場村       | 馬場村                   | 本荘村 の一部              | 本荘村の一部                | 昭和30年3月31日 芦原町       | 昭和30年7月15日 金津町に編入 | 金津町              | 平成16年3月1日 あわら市 | あわら市 |
| 北金津町     | 北金津町                 | 金津町                     | 金津町                      | 昭和29年10月15日 金津町      | 金津町                       | 金津町              | 平成16年3月1日 あわら市 | あわら市 |
| 新町         | 明治初年 改称 新町       | 金津町                     | 金津町                      | 昭和29年10月15日 金津町      | 金津町                       | 金津町              | 平成16年3月1日 あわら市 | あわら市 |
| 南金津村     | 南金津村                 | 金津町                     | 金津町                      | 昭和29年10月15日 金津町      | 金津町                       | 金津町              | 平成16年3月1日 あわら市 | あわら市 |
| 牛ノ谷村     | 牛ノ谷村                 | 坪江村 の一部              | 坪江村の一部                | 昭和29年10月15日 金津町      | 金津町                       | 金津町              | 平成16年3月1日 あわら市 | あわら市 |
| 畝市野々村   | 畝市野々村               | 坪江村 の一部              | 坪江村の一部                | 昭和29年10月15日 金津町      | 金津町                       | 金津町              | 平成16年3月1日 あわら市 | あわら市 |
| 宇根村       | 宇根村                   | 坪江村 の一部              | 坪江村の一部                | 昭和29年10月15日 金津町      | 金津町                       | 金津町              | 平成16年3月1日 あわら市 | あわら市 |
| 下金屋村     | 下金屋村                 | 坪江村 の一部              | 坪江村の一部                | 昭和29年10月15日 金津町      | 金津町                       | 金津町              | 平成16年3月1日 あわら市 | あわら市 |
| 熊坂村       | 熊坂村                   | 坪江村 の一部              | 坪江村の一部                | 昭和29年10月15日 金津町      | 金津町                       | 金津町              | 平成16年3月1日 あわら市 | あわら市 |
| 笹岡村       | 笹岡村                   | 坪江村 の一部              | 坪江村の一部                | 昭和29年10月15日 金津町      | 金津町                       | 金津町              | 平成16年3月1日 あわら市 | あわら市 |
| 前谷村       | 前谷村                   | 坪江村 の一部              | 坪江村の一部                | 昭和29年10月15日 金津町      | 金津町                       | 金津町              | 平成16年3月1日 あわら市 | あわら市 |
| 北野村       | 北野村                   | 坪江村 の一部              | 坪江村の一部                | 昭和29年10月15日 金津町      | 金津町                       | 金津町              | 平成16年3月1日 あわら市 | あわら市 |
| 北村         | 北村                     | 坪江村 の一部              | 坪江村の一部                | 昭和29年10月15日 金津町      | 金津町                       | 金津町              | 平成16年3月1日 あわら市 | あわら市 |
| 中川村       | 中川村                   | 坪江村 の一部              | 坪江村の一部                | 昭和29年10月15日 金津町      | 金津町                       | 金津町              | 平成16年3月1日 あわら市 | あわら市 |
| 御簾尾村     | 御簾尾村                 | 坪江村 の一部              | 坪江村の一部                | 昭和29年10月15日 金津町      | 金津町                       | 金津町              | 平成16年3月1日 あわら市 | あわら市 |
| 東田中村     | 東田中村                 | 坪江村 の一部              | 坪江村の一部                | 昭和29年10月15日 金津町      | 金津町                       | 金津町              | 平成16年3月1日 あわら市 | あわら市 |
| 次郎丸村     | 次郎丸村                 | 坪江村 の一部              | 坪江村の一部                | 昭和29年10月15日 金津町      | 金津町                       | 金津町              | 平成16年3月1日 あわら市 | あわら市 |
| 北疋田村     | 北疋田村                 | 坪江村 の一部              | 坪江村の一部                | 昭和29年10月15日 金津町      | 金津町                       | 金津町              | 平成16年3月1日 あわら市 | あわら市 |
| 瓜生村       | 瓜生村                   | 坪江村 の一部              | 坪江村の一部                | 昭和29年10月15日 金津町      | 金津町                       | 金津町              | 平成16年3月1日 あわら市 | あわら市 |
| 南疋田村     | 南疋田村                 | 坪江村 の一部              | 坪江村の一部                | 昭和29年10月15日 金津町      | 金津町                       | 金津町              | 平成16年3月1日 あわら市 | あわら市 |
| 蓮浦村       | 蓮浦村                   | 細呂木村                   | 細呂木村                    | 昭和29年10月15日 金津町      | 金津町                       | 金津町              | 平成16年3月1日 あわら市 | あわら市 |
| 細呂木村     | 細呂木村                 | 細呂木村                   | 細呂木村                    | 昭和29年10月15日 金津町      | 金津町                       | 金津町              | 平成16年3月1日 あわら市 | あわら市 |
| 橋屋村       | 橋屋村                   | 細呂木村                   | 細呂木村                    | 昭和29年10月15日 金津町      | 金津町                       | 金津町              | 平成16年3月1日 あわら市 | あわら市 |
| 樋山村       | 樋山村                   | 細呂木村                   | 細呂木村                    | 昭和29年10月15日 金津町      | 金津町                       | 金津町              | 平成16年3月1日 あわら市 | あわら市 |
| 坂口村       | 坂口村                   | 細呂木村                   | 細呂木村                    | 昭和29年10月15日 金津町      | 金津町                       | 金津町              | 平成16年3月1日 あわら市 | あわら市 |
| 柿原村       | 柿原村                   | 細呂木村                   | 細呂木村                    | 昭和29年10月15日 金津町      | 金津町                       | 金津町              | 平成16年3月1日 あわら市 | あわら市 |
| 十楽村       | 明治10年頃 改称 山十楽村 | 細呂木村                   | 細呂木村                    | 昭和29年10月15日 金津町      | 金津町                       | 金津町              | 平成16年3月1日 あわら市 | あわら市 |
| 清王村       | 清王村                   | 細呂木村                   | 細呂木村                    | 昭和29年10月15日 金津町      | 金津町                       | 金津町              | 平成16年3月1日 あわら市 | あわら市 |
| 西方寺村     | 明治17年 改称 山西方寺村 | 細呂木村                   | 細呂木村                    | 昭和29年10月15日 金津町      | 金津町                       | 金津町              | 平成16年3月1日 あわら市 | あわら市 |
| 高塚村       | 高塚村                   | 細呂木村                   | 細呂木村                    | 昭和29年10月15日 金津町      | 金津町                       | 金津町              | 平成16年3月1日 あわら市 | あわら市 |
| 山室村       | 山室村                   | 細呂木村                   | 細呂木村                    | 昭和29年10月15日 金津町      | 金津町                       | 金津町              | 平成16年3月1日 あわら市 | あわら市 |
| 青野木村     | 青野木村                 | 細呂木村                   | 細呂木村                    | 昭和29年10月15日 金津町      | 金津町                       | 金津町              | 平成16年3月1日 あわら市 | あわら市 |
| 宮谷村       | 宮谷村                   | 細呂木村                   | 細呂木村                    | 昭和29年10月15日 金津町      | 金津町                       | 金津町              | 平成16年3月1日 あわら市 | あわら市 |
| 滝村         | 滝村                     | 細呂木村                   | 細呂木村                    | 昭和29年10月15日 金津町      | 金津町                       | 金津町              | 平成16年3月1日 あわら市 | あわら市 |
| 指中村       | 指中村                   | 細呂木村                   | 細呂木村                    | 昭和29年10月15日 金津町      | 金津町                       | 金津町              | 平成16年3月1日 あわら市 | あわら市 |
| 沢村         | 沢村                     | 細呂木村                   | 細呂木村                    | 昭和29年10月15日 金津町      | 金津町                       | 金津町              | 平成16年3月1日 あわら市 | あわら市 |
| 矢地村       | 矢地村                   | 伊井村                     | 伊井村                      | 昭和29年10月15日 金津町      | 金津町                       | 金津町              | 平成16年3月1日 あわら市 | あわら市 |
| 菅野村       | 菅野村                   | 伊井村                     | 伊井村                      | 昭和29年10月15日 金津町      | 金津町                       | 金津町              | 平成16年3月1日 あわら市 | あわら市 |
| 稲越村       | 稲越村                   | 伊井村                     | 伊井村                      | 昭和29年10月15日 金津町      | 金津町                       | 金津町              | 平成16年3月1日 あわら市 | あわら市 |
| 河原井手村   | 河原井手村               | 伊井村                     | 伊井村                      | 昭和29年10月15日 金津町      | 金津町                       | 金津町              | 平成16年3月1日 あわら市 | あわら市 |
| 池口村       | 池口村                   | 伊井村                     | 伊井村                      | 昭和29年10月15日 金津町      | 金津町                       | 金津町              | 平成16年3月1日 あわら市 | あわら市 |
| 伊井村       | 伊井村                   | 伊井村                     | 伊井村                      | 昭和29年10月15日 金津町      | 金津町                       | 金津町              | 平成16年3月1日 あわら市 | あわら市 |
| 清間村       | 清間村                   | 伊井村                     | 伊井村                      | 昭和29年10月15日 金津町      | 金津町                       | 金津町              | 平成16年3月1日 あわら市 | あわら市 |
| 桑原村       | 桑原村                   | 伊井村                     | 伊井村                      | 昭和29年10月15日 金津町      | 金津町                       | 金津町              | 平成16年3月1日 あわら市 | あわら市 |
| 古屋石塚村   | 古屋石塚村               | 伊井村                     | 伊井村                      | 昭和29年10月15日 金津町      | 金津町                       | 金津町              | 平成16年3月1日 あわら市 | あわら市 |
| 吉崎浦       | 吉崎浦                   | 吉崎村 の一部              | 明治30年2月1日 分立 吉崎村  | 昭和29年10月15日 金津町      | 金津町                       | 金津町              | 平成16年3月1日 あわら市 | あわら市 |
| 権世市野々村 | 権世市野々村             | 剣岳村                     | 剣岳村                      | 昭和30年2月15日 金津町に編入 | 金津町                       | 金津町              | 平成16年3月1日 あわら市 | あわら市 |
| 権世村       | 権世村                   | 剣岳村                     | 剣岳村                      | 昭和30年2月15日 金津町に編入 | 金津町                       | 金津町              | 平成16年3月1日 あわら市 | あわら市 |
| 鎌谷村       | 鎌谷村                   | 剣岳村                     | 剣岳村                      | 昭和30年2月15日 金津町に編入 | 金津町                       | 金津町              | 平成16年3月1日 あわら市 | あわら市 |
| 椚村         | 椚村                     | 剣岳村                     | 剣岳村                      | 昭和30年2月15日 金津町に編入 | 金津町                       | 金津町              | 平成16年3月1日 あわら市 | あわら市 |
| 清滝村       | 清滝村                   | 剣岳村                     | 剣岳村                      | 昭和30年2月15日 金津町に編入 | 金津町                       | 金津町              | 平成16年3月1日 あわら市 | あわら市 |
| 後山村       | 後山村                   | 剣岳村                     | 剣岳村                      | 昭和30年2月15日 金津町に編入 | 金津町                       | 金津町              | 平成16年3月1日 あわら市 | あわら市 |

## 政治

### 行政

#### 市長
- 市長：森之嗣（2022年2月4日就任、1期目）[3]

歴代市長
| 代             | 氏名       | 就任年月日    | 退任年月日     | 備考                         |
| -------------- | ---------- | ------------- | -------------- | ---------------------------- |
| 市長職務執行者 | 奈須田和彦 | 2004年3月1日  | 2004年4月10日  | 芦原町廃止時の町長           |
| 初代           | 松木幹夫   | 2004年4月11日 | 2007年4月10日  | 金津町廃止時の町長、辞職     |
| 2-4代          | 橋本達也   | 2007年4月22日 | 2017年12月19日 | 強制わいせつ問題が浮上し辞職 |
| 5代            | 佐々木康男 | 2018年2月4日  | 2022年2月3日   |                              |
| 6代            | 森之嗣     | 2022年2月4日  | 現職           |                              |

#### 役所
市役所
- 2004年の発足時より2007年3月まで分庁方式を採用していたが、2007年4月より本庁方式となり、芦原地区における住民サービス拠点は市民課芦原分室（国影13-13、あわら市保健センター内）となっている。

分庁舎
分庁方式当時の組織は以下の通り。開庁時間内は両庁舎の間に来庁者も無料で利用可能なシャトル便（ワゴン乗用車）を運行していた。
- 金津庁舎（現市役所、旧金津町役場）- 市長室、総務部、市民生活部（本部）、福祉保険部、議会事務局
- 芦原庁舎（国影13-13、旧芦原町役場）- 経済産業部、土木部、教育委員会、農業委員会、市民生活部（市民課芦原分室）

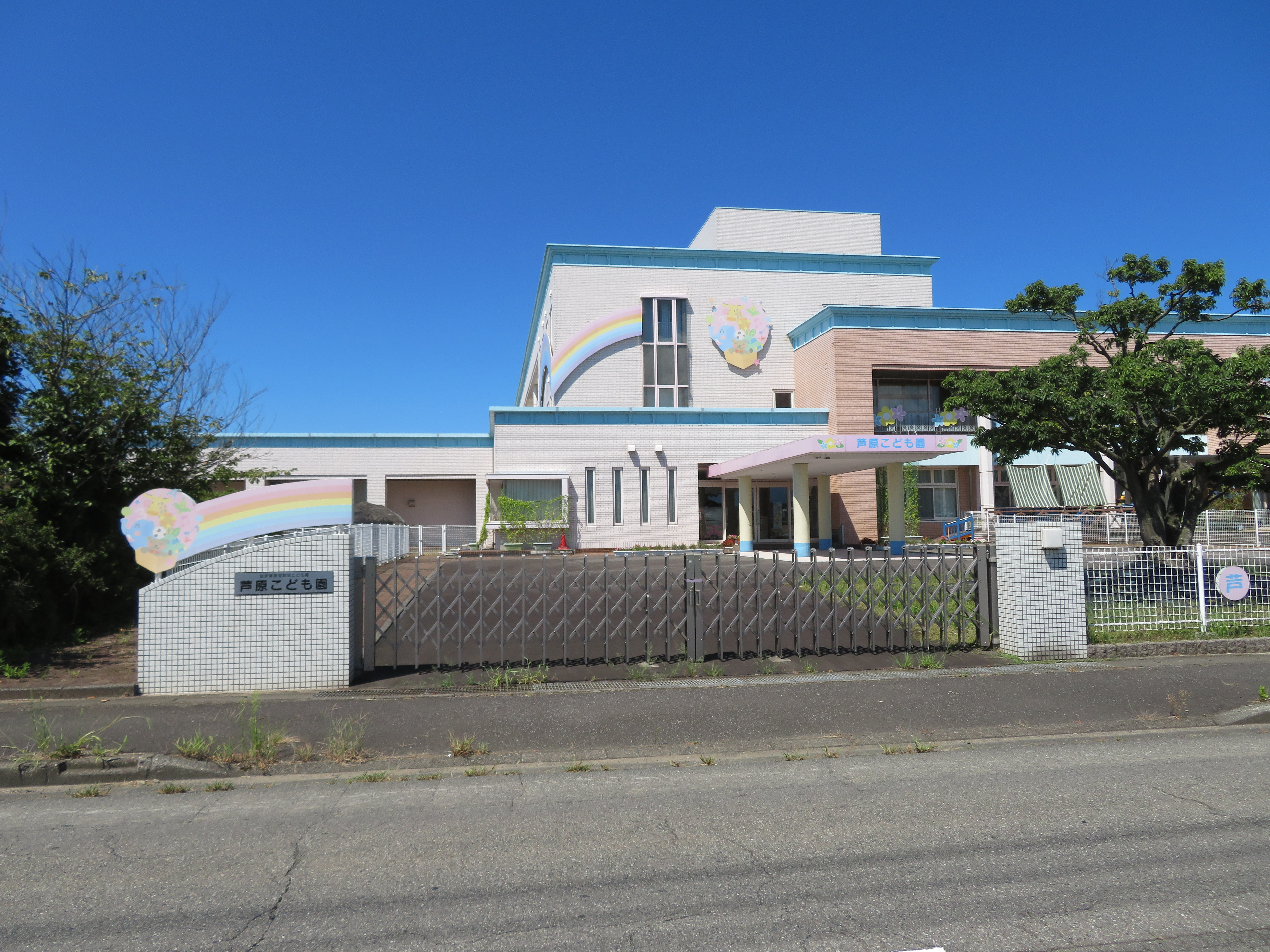
旧芦原庁舎（現:芦原こども園）

#### 広域行政
- 坂井地区広域連合 - あわら市と坂井市で構成。介護保険行政のほか、し尿汚泥処理施設や斎苑・墓地の管理などを広域で実施[6]。

### 議会

#### 市議会
あわら市議会
- あわら市議会：定数16人[7]（任期満了2025年6月30日[8]）

市の新設より2005年6月30日まで合併時在任特例で定数34人であった。

#### 県議会
福井県議会
あわら市選挙区（あわら市単独）から選出される福井県議会議員の定数は1議席。

#### 国会
衆議院
あわら市は、福井市、坂井市、大野市、勝山市、吉田郡・永平寺町と構成される福井県第1区が選挙区となる。
なお、当選挙区の衆議院選挙比例代表区選出議員については、比例北陸信越ブロックを参照のこと。
参議院
あわら市は、参議院・北陸信越ブロックに属する。福井県選挙区は参議院一人区の1つ。

## 官公庁

### 裁判所
- 福井地方裁判所（管轄地：あわら市、福井市、坂井市、吉田郡・永平寺町、大野市、勝山市）
- 福井家庭裁判所（管轄地：あわら市、福井市、坂井市、吉田郡・永平寺町、大野市、勝山市）
- 福井簡易裁判所（管轄地：あわら市、福井市、坂井市、吉田郡・永平寺町、大野市、勝山市）

## 施設

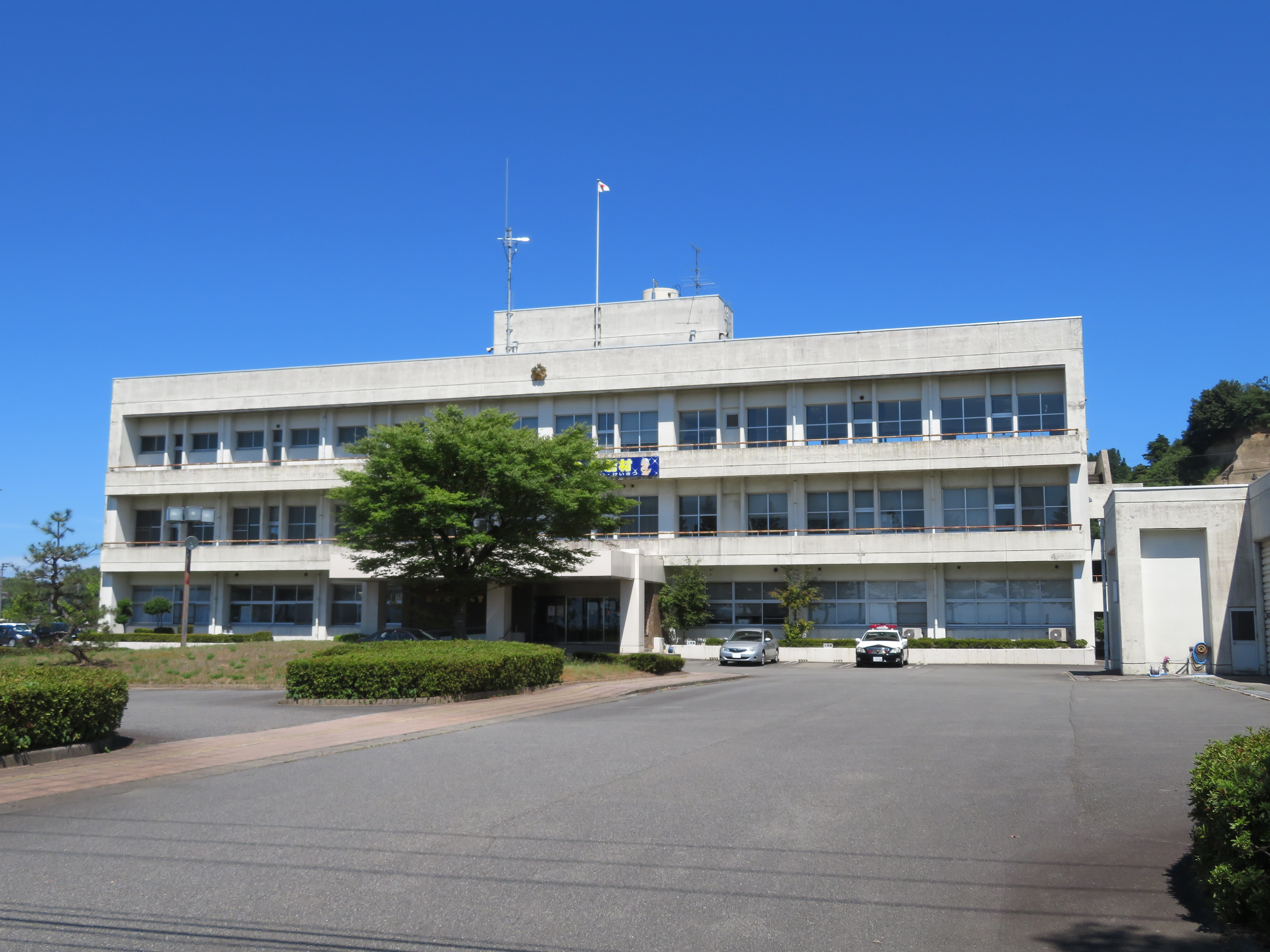
あわら警察署

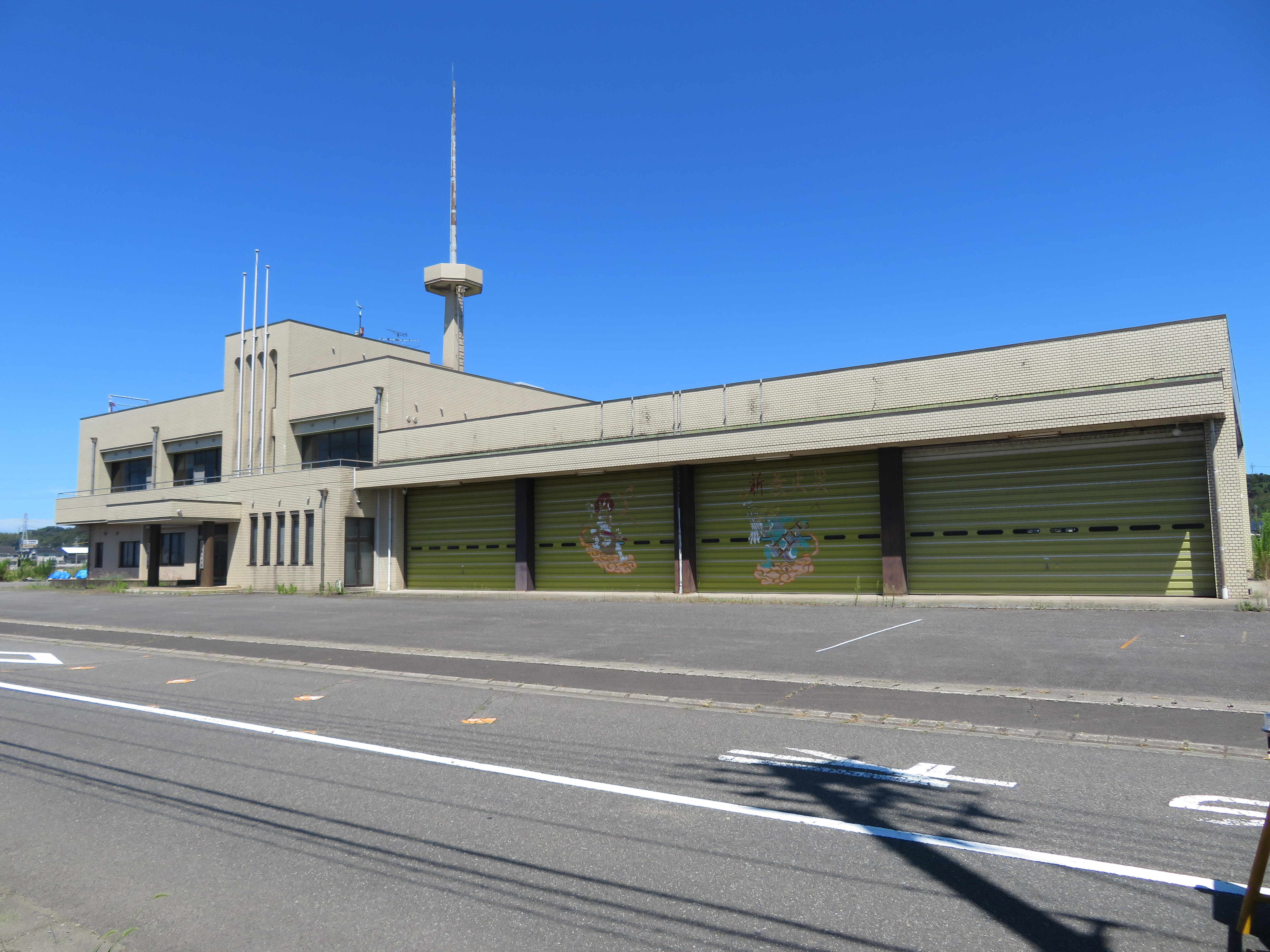
嶺北あわら消防署

### 警察
本部
- 福井県警察 あわら警察署

交番
- 芦原交番（あわら市舟津）
- 芦原温泉駅前交番（あわら市春宮）

駐在所
- 坪江駐在所（あわら市北）
- 細呂木駐在所（あわら市滝）
- 吉崎駐在所（あわら市吉崎）
- 本荘駐在所（あわら市下番）

検問所
- 熊坂検問所（あわら市熊坂）

### 消防
本部
- 嶺北消防組合

消防署
- 嶺北あわら消防署（あわら市花乃杜）

分遣所
- あわら救急分遣所（あわら市下金屋）

### 医療
主な病院
- 国立病院機構あわら病院

### 郵便局
主な郵便局とその集配区域番号（太字は当該郵便局付近の番号）
- 芦原郵便局 〒910-41xx、910-42xx
- 金津郵便局 〒919-06xx、919-07xx
- 加賀郵便局 - 石川県加賀市に所在。吉崎（一・二丁目並びに大字部：〒922-0679）を集配区域に含めている。

### 図書館
いずれもあわら市立。2016年7月5日に石川県加賀市と連携し県境を越えて双方の市民に図書を貸し出す事業をスタートさせた。
- 芦原図書館
- 金津図書館

### 文化施設
- 金津本陣IKOSSA

### 交流施設
- アフレア

### 運動施設
- トリムパークかなづ

### 道の駅
- 道の駅蓮如の里あわら

## 経済
主な産業

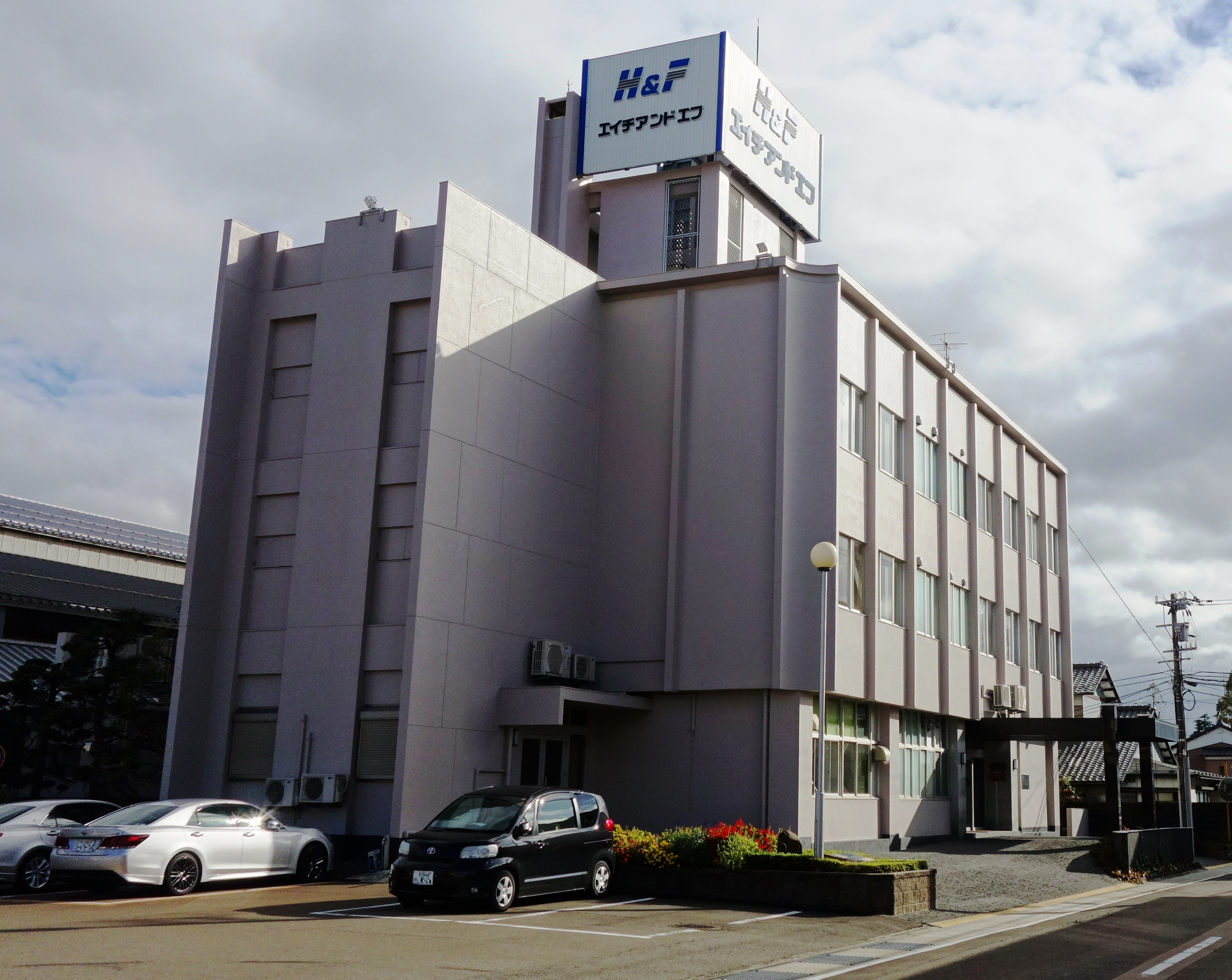
エイチアンドエフ本社

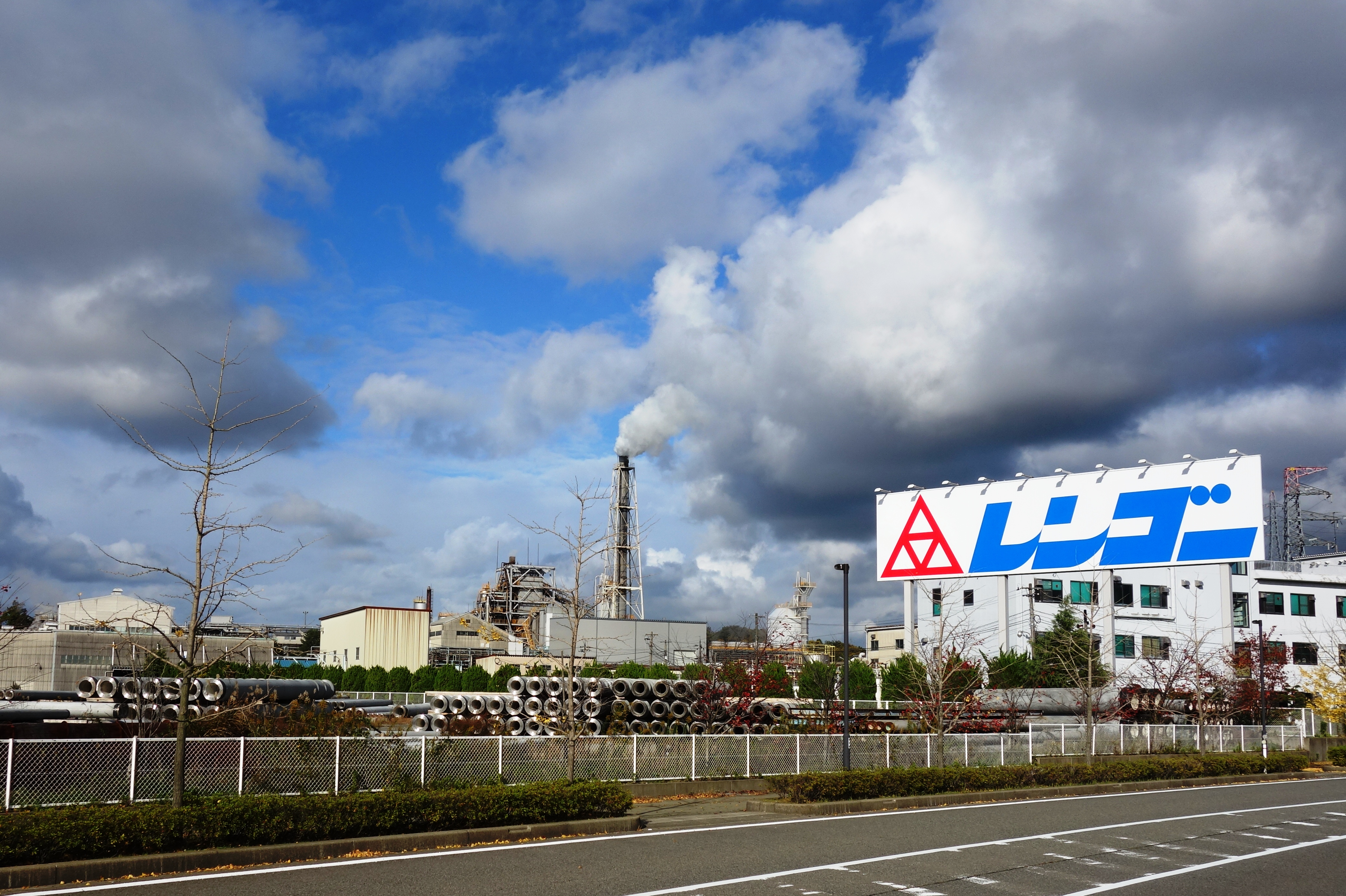
レンゴー金津工場

旧芦原町には芦原温泉があり旅館やホテルが軒を連ねている。坂井北部丘陵地では様々な野菜や果樹の栽培が行われているほか、その適度な起伏を利用したゴルフ場が密集する。
産業人口（2020年国勢調査）
- 第一次産業　 847人
- 第二次産業  4,651人
- 第三次産業  8,620人

### 第一次産業

#### 農業
主な作物
- 柿（越前柿（平種なし柿））
- 梨（幸水など）
- トマト（越のルビー）など

#### 漁業
主な漁港
- 浜坂漁港
  - 北潟湖畔にあり、海上へ出るには一旦石川県境を越え大聖寺川と合流し数百m下る。沿岸はもちろん湖内も含めおもにイカナゴの稚魚コオナゴ、およびワカサギが水揚げされる。

### 拠点を置く企業
主な事業所
- エイチアンドエフ 本社
- トラストファーマテック（サワイグループ） 本社・工場
- レンゴー 金津製紙工場
- ハマキョウレックス 福井センター
- 福井鋲螺
- 東レ・ダウコーニング 福井工場
- パナソニック・エレクトロニックデバイス福井株式会社　金津地区

## 対外関係

### 姉妹都市・提携都市

#### 国内
姉妹都市
- 下妻市（関東地方 茨城県）

2015年（平成27年）11月16日に姉妹都市協定締結。併せて、災害時相互応援協定も締結。
- 香美市（四国地方 高知県）

2009年（平成21年）3月1日に姉妹都市協定締結。併せて、災害時相互応援協定も締結。
提携都市
- 妙高市（中部地方 新潟県）

災害時相互応援協定を2012年（平成24年）5月18日に締結。
- 茅野市（中部地方 長野県）

災害時相互応援協定を2014年（平成26年）8月17日に締結。
- 小山市（関東地方 栃木県）

災害時相互応援協定を2014年（平成26年）10月26日に締結。
- 西宮市（近畿地方 兵庫県）

災害時相互応援協定を2014年（平成26年）10月26日に締結。
- 富士宮市（中部地方 静岡県）

災害時相互応援協定を2014年（平成26年）10月26日に締結。
- 南砺市（中部地方 富山県）

災害時相互応援協定を2014年（平成26年）10月26日に締結。

#### 海外
提携都市
- 紹興市（中華人民共和国 浙江省）
  - 国際友好都市の関係を結んでいる。紹興市出身の作家魯迅の恩師藤野厳九郎があわら市の出身であったことに由来。仙台医学専門学校教授・藤野厳九郎は、持ち前の謙虚さと人類愛から、解剖学の講義やノートの添削を通じて中国人留学生・周樹人（後の魯迅）を励まし、このことが彼に勇気と力を与え、生涯忘れられない「偉大な師」として、二人の深い絆となったと言われている。後に、中国の偉大な文学者で思想家となった魯迅は、師である藤野厳九郎への思いを小説「藤野先生」にしたためている。この仙台医学専門学校でのエピソードを記した魯迅著「藤野先生」は、日中双方の中学校の教科書にも採用されている。また市内では、藤野が晩年に住んでいた家が「藤野厳九郎記念館」として公開されている。
  - あわら市芦原中学校では、藤野厳九郎と魯迅の友好関係から、「日中友好少年使節団」として毎年11、12月に紹興市に中学2年生15名程度が中国に派遣され、現地の中学生との交流を初めとして様々な活動を行っている。

## 教育

### 大学

#### 公立
- 福井県立大学あわらキャンパス

#### 私立
- 福井工業大学あわらキャンパス

### 高等学校
県立
- 福井県立金津高等学校

### 中学校
市立
- あわら市芦原中学校
- あわら市金津中学校
- （加賀市立錦城中学校） - 金津中学校区の一部からの通学が認められている。

### 小学校
市立
- あわら市芦原小学校
- あわら市北潟小学校
- あわら市新郷小学校（休校中）[12]
- あわら市波松小学校（休校中）
- あわら市本荘小学校
- あわら市伊井小学校
- あわら市金津小学校
- あわら市金津東小学校
- あわら市細呂木小学校
- あわら市吉崎小学校（休校中）
- （加賀市立緑丘小学校） - 細呂木小学校区のうち旧吉崎小学校区からの通学が認められていた（2016年4月開始 - 2019年3月閉校）。

## 交通

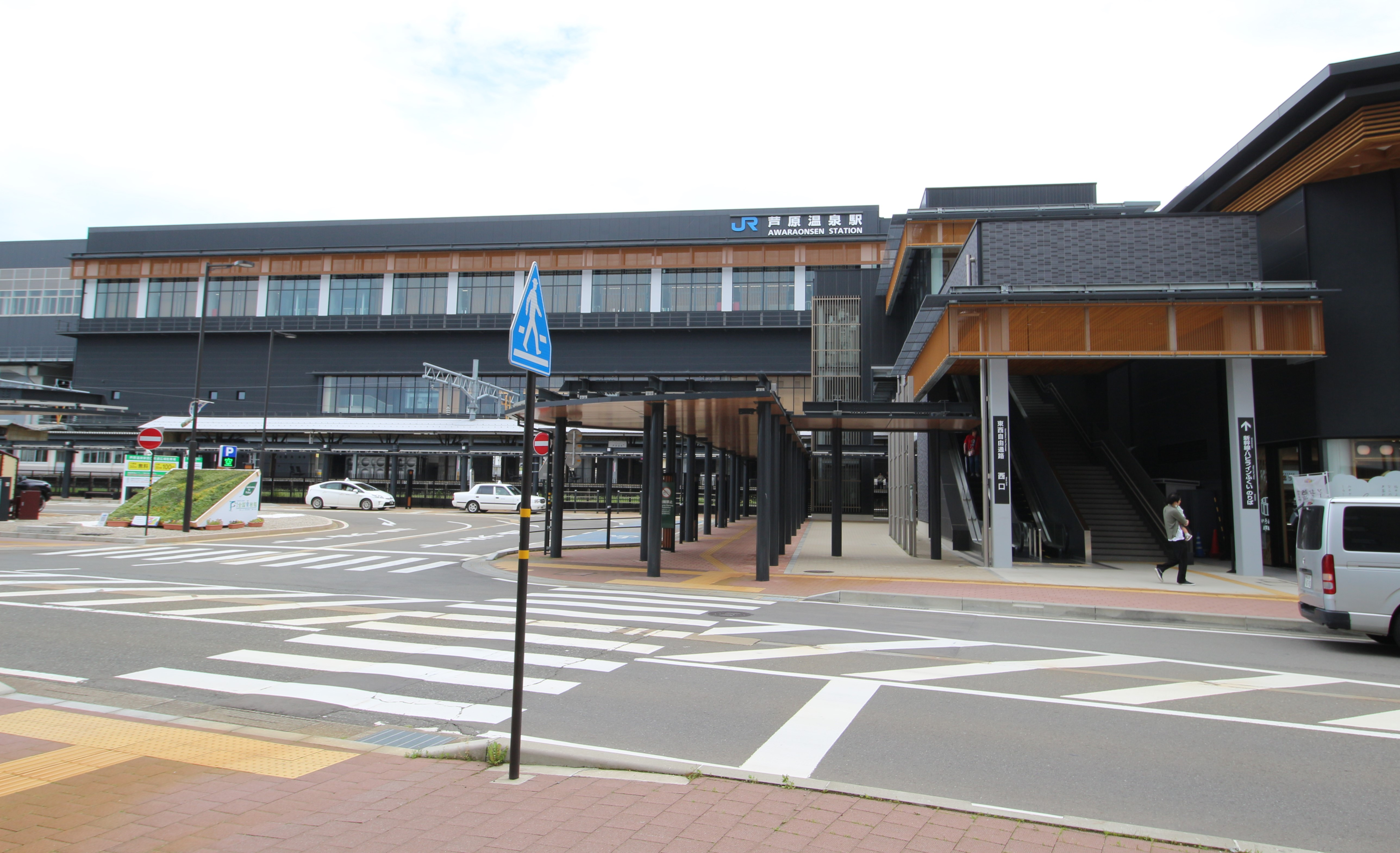
芦原温泉駅

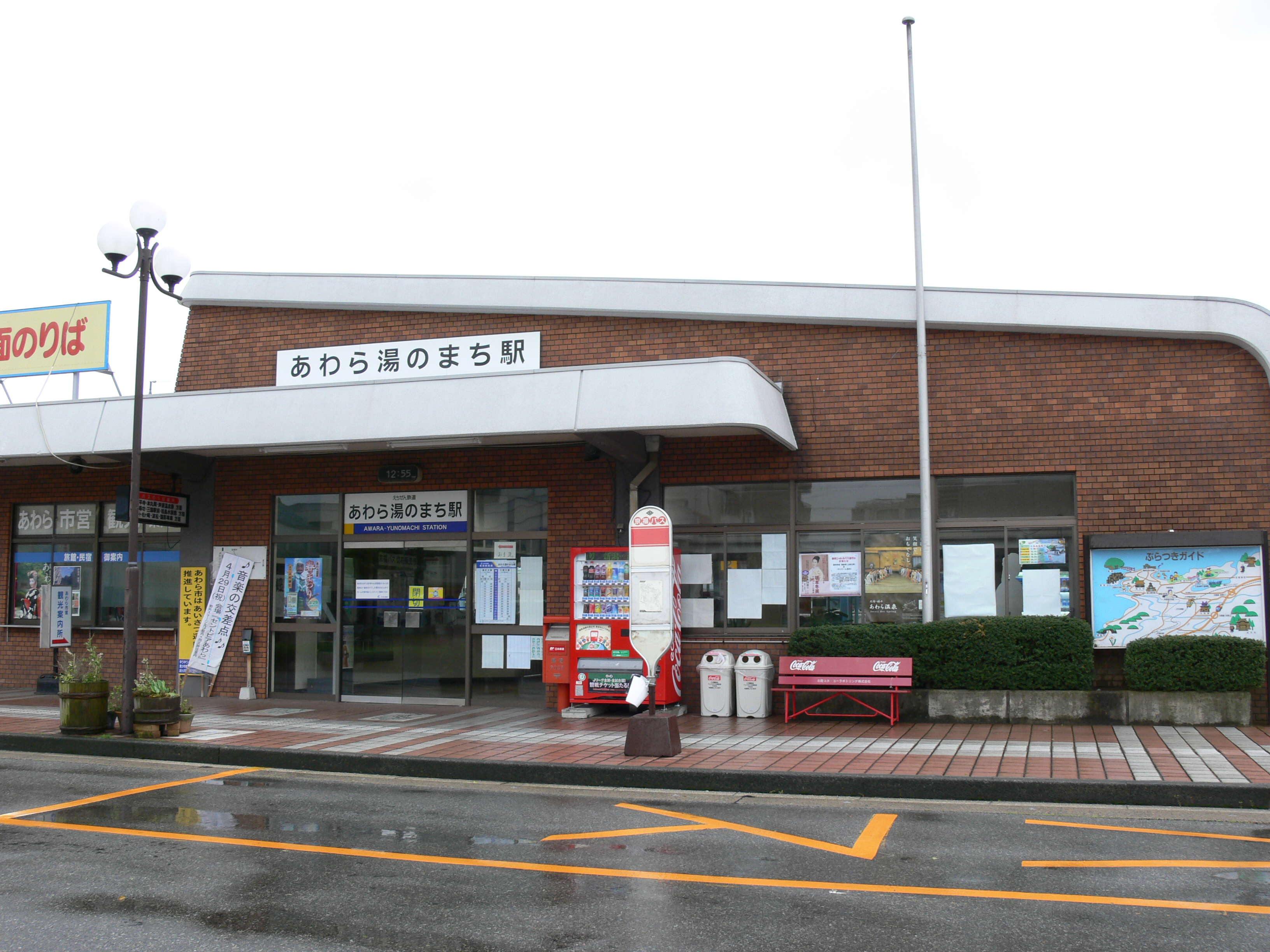
あわら湯のまち駅

### 鉄道
西日本旅客鉄道（JR西日本）
- 北陸新幹線
  - 芦原温泉駅

ハピラインふくい
- ハピラインふくい線
  - 芦原温泉駅 - 細呂木駅 -  牛ノ谷駅

えちぜん鉄道
- 三国芦原線
  - 本荘駅 - 番田駅 - あわら湯のまち駅

芦原温泉駅とあわら湯のまち駅との間は路線バス約14分で結ばれている。かつては日本国有鉄道（国鉄）三国線により両駅が結ばれていた。

### バス

#### 路線バス
京福バス（京福グループ）
- 芦原温泉駅を拠点に坂井市、永平寺町への路線を運行。

北鉄加賀バス
- 石川県境を越え加賀市域にまたがる市北端の集落・吉崎と、加賀市の大聖寺駅、加賀温泉駅とを結ぶ路線（吉崎線）を運行。同社の吉崎停留所は加賀市側にあり、県境までは約200m。

#### 高速バス
SPA LINE 北陸（岸和田観光バス） ※運休中
- 岸和田駅（大阪府岸和田市）・なんば（大阪市浪速区）と片山津温泉を結ぶ1日1往復の高速路線バスが、あわら湯のまち駅前と大江戸温泉物語あわら前に停車する。

名古屋 - 福井線（JR東海バス）
- 名鉄バスセンター・名古屋駅新幹線口（いずれも名古屋市中村区）と福井駅東口を結ぶ高速路線バスのうち1往復が、土曜・休日ほか特定日にあわら湯のまち駅まで延長運行を行う。

### タクシー
ケイカン交通（京福グループ）
- 京福バスの並行路線の日中分（金津本荘線、長屋線）を「路線定期運行」の乗合タクシーとして運行。

あわら市乗合タクシー
- 乗車にはあらかじめ利用登録と1時間前までの電話予約が必要な「区域運行」型の乗合タクシー。平日のみ運行する[13]。あわら市コミュニティバスの代替として2012年に運行開始。

あわら市観光タクシー（あわらぐるっとタクシー）
- あわら湯のまち、芦原温泉、細呂木の3駅前や、市内の登録観光スポットの相互間を定額で結ぶタクシー実証実験。総合配車センターで予約、もしくは市内に営業所を持つタクシー車両の運転手にこの制度を使う旨申し出ると、車内で必要事項を記入のうえ4人まで1乗車定額で利用できる。従前は土曜・休日運行1,000円であったが、2023年4月より500円となり年末年始のみ運休、チケット入手も特定箇所での事前購入が必要であったものが車内でできるようになった。

### 道路

#### 高速道路
中日本高速道路（NEXCO中日本）
- E8北陸自動車道：-（11）金津IC -

※北潟湖北部周辺域との往来は加賀ICの利用が便利。

#### 国道
- 国道8号
- 国道305号
- 国道365号（国道305号と市内区間全域で重複）

#### 県道
主要地方道
- 福井県道・石川県道5号福井加賀線
- 福井県道7号三国東尋坊芦原線
- 福井県道9号芦原丸岡線
- 福井県道29号福井金津線
- 福井県道37号金津インター線

一般県道
| - 福井県道101号三国金津線 - 福井県道109号南横地芦原線 - 福井県道110号北野松岡線 - 福井県道120号細呂木停車場北潟線 - 福井県道121号芦原湯町停車場線 - 福井県道122号芦原温泉停車場線 - 福井県道123号芦原温泉停車場北野線 - 福井県道124号牛ノ谷停車場線 | - 福井県道152号波松芦原線 - 福井県道153号水口牛ノ谷線 - 福井県道159号長畑金津線 - 福井県道166号北潟平山線 - 福井県道257号坂井金津線 - 福井県道258号トリムパークかなづ線 - 福井県道272号金津丸岡線 - 福井県道803号北潟湖畔自転車道線 |  |

#### 道の駅
- 蓮如の里あわら

## 観光

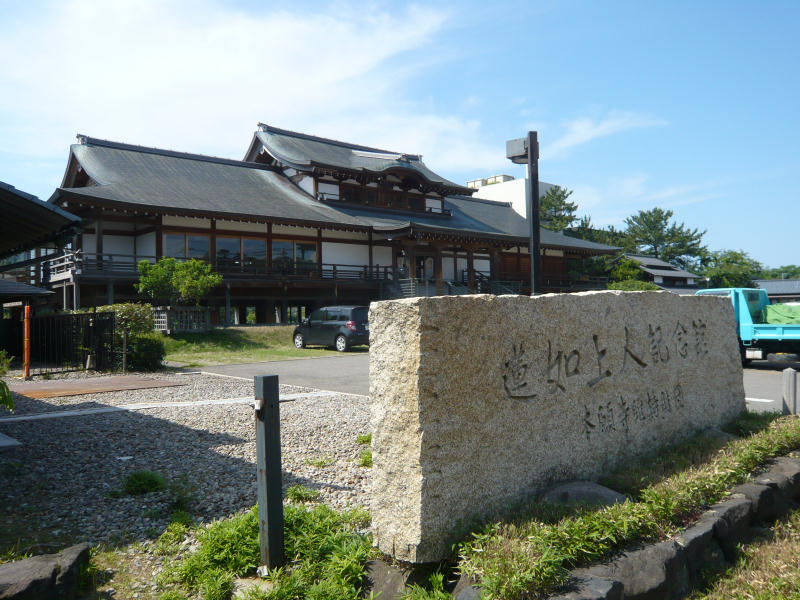
吉崎御坊 蓮如上人記念館

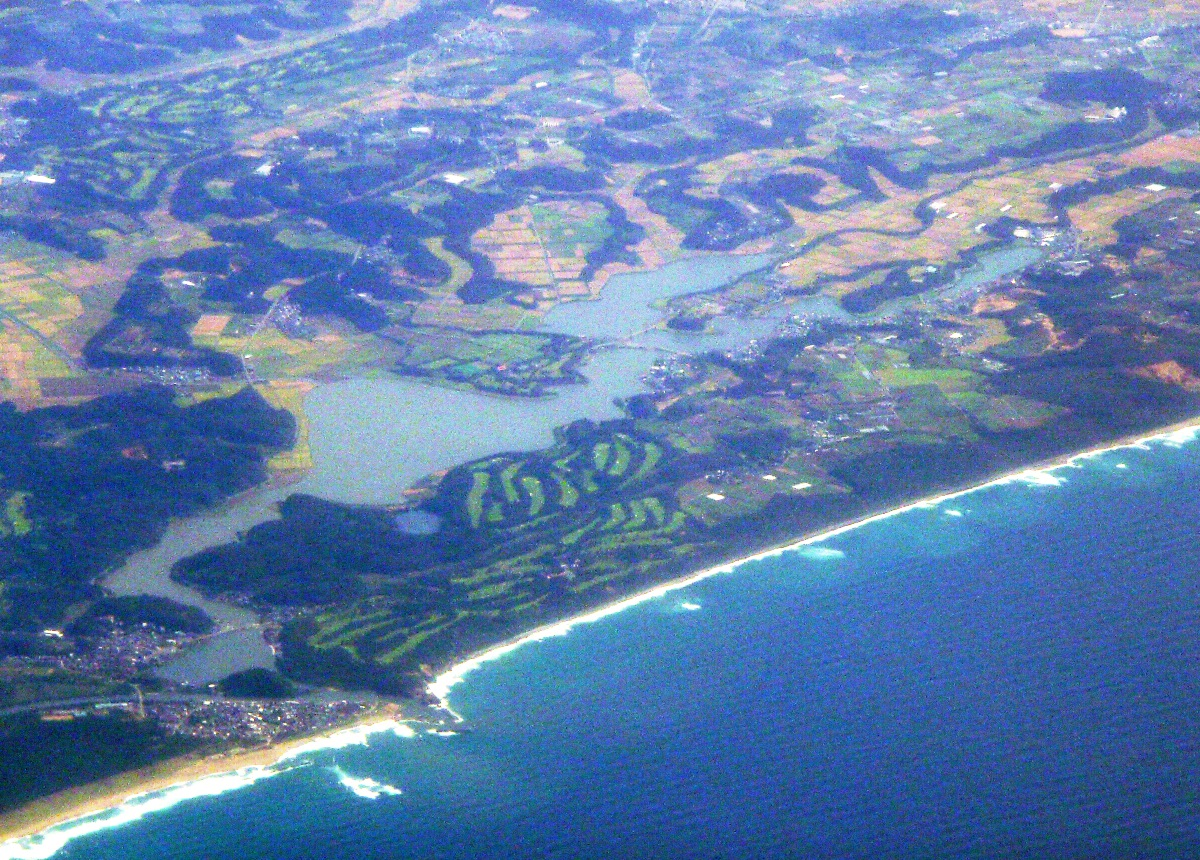
北潟湖

### 名所・旧跡
主な城郭・館
主な神社
主な寺院
- 永宮寺
- 照厳寺
- 妙隆寺
- 本願寺吉崎別院（吉崎本願寺）
- 真宗大谷派吉崎別院
- 吉崎御坊 - 国の史跡[14]
- 龍澤寺 - 庭園が市の名勝[14]

主な遺跡
- 椚古墳 - 県の史跡[14]
- 横山古墳群 - 県の史跡[14]

主な史跡

### 観光スポット
- 越前加賀海岸国定公園
  - 北潟湖
- 芦原温泉
  - セントピアあわら - 芦原温泉街にある日帰り入浴施設。
  - 芦湯（足湯）
- 吉崎御坊蓮如上人記念館
- 金津創作の森
- トリムパークかなづ

## 文化・名物

### 祭事・催事
- 芦原温泉春まつり[15] - 毎年4月下旬に芦原温泉で開かれる。
- 蓮如忌法要[15] - 毎年4月下旬から5月上旬にかけて吉崎御坊で開かれる。
- あわら北潟湖畔花菖蒲まつり[15] - 毎年6月中旬から下旬にかけて開かれる。
- あわらカップ カヌーポロ大会[15] - 毎年8月中旬に開かれる。日本最大級のカヌーポロ大会。
- あわら湯かけまつり[15] - 毎年8月上旬に芦原温泉で開かれる。

### 名産・特産
- 柿（越前柿（平種なし柿））[15]
- 梨（幸水など）[15]
- トマト（越のルビーなど）[15]
- メロン[15]
- スイカ[15]
- サツマイモ（とみつ金時など）[15]
- 剱岳そば[15]

### 伝説
- 嫁威谷

### スポーツ

#### 公営競技
競艇
- 三国競艇場 - 事務局は坂井市に所在するが、一部の施設や駐車場が当市にまたがっている（外向発売場は当市に所在）。2011年までは一部の競走を当市が主催していた。

## 出身関連著名人

### 出身著名人
- 熊谷五右衛門（農業経営者、政治家、衆議院議員）旧坪江村出身
- 藤野厳九郎（医師、教育者）旧本荘村出身
- 岡田伊太郎（農業貿易商、衆議院議員）旧金津町出身
- 藤野恒三郎（医学者、細菌学者、医学史研究者、大阪大学名誉教授、神戸学院大学名誉教授）旧芦原町出身
- 山谷親平（福井放送、ニッポン放送パーソナリティー）旧芦原町出身
- 橋本達也（政治家、あわら市長）旧芦原町出身
- 平尾憲映（起業家）旧金津町出身
- 志田達哉（囲碁棋士）旧金津町出身
- 藤林温子（毎日放送アナウンサー）旧金津町出身
- 久保田修平（北陸放送アナウンサー）旧金津町出身
- 松澤裕加（アイドル、ほくりくアイドル部のメンバー）
- 森田理紗子（シンガーソングライター、きみとバンドのメンバー）

### ゆかりの人物
- 蓮如（室町時代の浄土真宗の僧） - 吉崎御坊で教えを説いた。
- 松尾芭蕉（江戸時代の俳諧師） - おくのほそ道の旅で吉崎御坊に立ち寄った。